# Wilma Schmidt
Wilma Schmidt (* 27. Juni 1926; † 18. Juni 2022), auch bekannt als Wilma Schmidt-Liebethal, war eine deutsche Opernsängerin der Stimmlage Sopran. Sie trat fünf Jahrzehnte lang an der Staatsoper Hannover auf, wo sie Hauptrollen im deutschen, italienischen und slawischen Repertoire übernahm. Sie wirkte auch als Gast an anderen Opernhäusern und bei den Bayreuther Festspielen. Schmidt sang zum Beispiel die Gräfin in Mozarts Figaro, Agathe in Webers Der Freischütz, Elisabetta in Verdis Don Carlo neben Hans-Dieter Bader in der Titelrolle, Elisabeth in Wagners Tannhäuser und ihre Lieblingsrolle, die Marschallin in Der Rosenkavalier von Richard Strauss.

## Leben

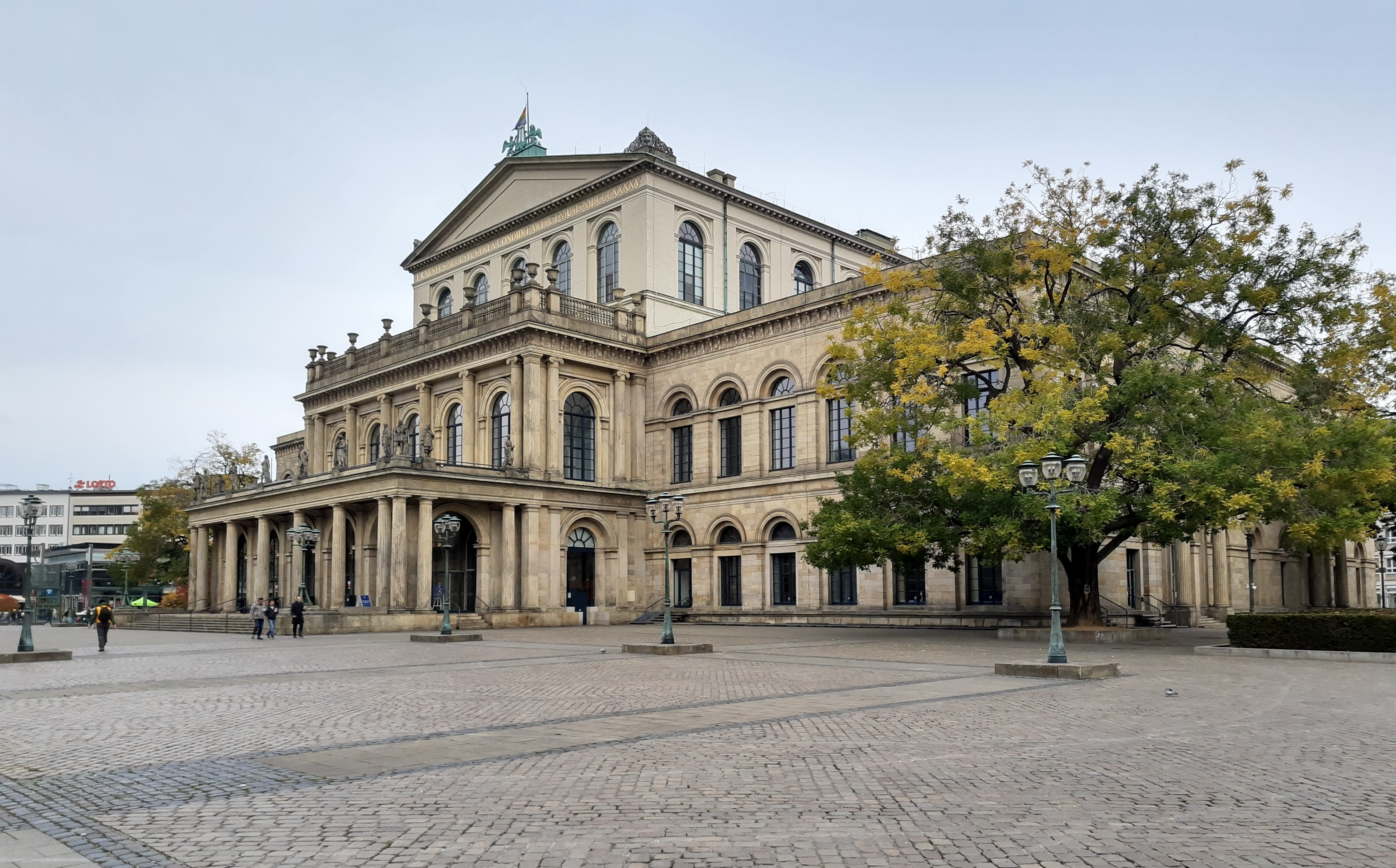
Staatsoper Hannover

Schmidt wurde von Laurenz Hofer zur jugendlich-dramatischen Sopranistin ausgebildet. Sie war ab 1949 an der Staatsoper Hannover engagiert, als das Opernhaus noch zerstört war und Vorstellungen im Stadtteil Herrenhausen abgehalten wurden. Gemeinsam sammelten die Darsteller kostümiert Geld für den Wiederaufbau des Opernhauses. Sie übernahm bald Hauptrollen in einem breiten Repertoire in Oper und Operette. Zu ihren Rollen im deutschen, italienischen und slawischen Fach gehörten die Gräfin in Mozarts Figaro, Elisabeth in Wagners Tannhäuser, und ihre Lieblingsrolle, die Marschallin in Der Rosenkavalier von Richard Strauss. Sie trat auch als Fiordiligi in Mozarts Così fan tutte auf, als Donna Elvira in Don Giovanni, in der Titelrolle von Beethovens Fidelio, als Agathe in Webers Der Freischütz und als Katharina in Der Widerspenstigen Zähmung von Hermann Goetz. Sie verkörperte Wagners Eva in Die Meistersinger von Nürnberg und Sieglinde in Die Walküre. Italienische Rollen waren unter anderen Verdis Amelia in I masnadieri, Leonora in La forza del destino, Elisabetta in Don Carlo, an der Seite von Hans-Dieter Bader in der Titelrolle, und Alice in Falstaff, außerdem Puccinis Manon Lescaut und Giorgetta in Il tabarro. Slawische Rollen umfassten Tschaikowskis Tatjana in Eugen Onegin und Janáčeks Jenůfa. Weiteres Beispiel einer Rolle in neuerer Musik war die Herzogin von Parma in Busonis Doktor Faust. Sie trat auch in Operetten auf, zum Beispiel als Rosalinde in Die Fledermaus von Johann Strauß.
1961 trat sie bei den Bayreuther Festspielen auf, als Freia in Das Rheingold, als Ortlinde in Die Walküre und als Gutrune in Götterdämmerung, in einer Inszenierung von Wolfgang Wagner unter der Leitung von Rudolf Kempe. Ein Rezensent, der 30 Aufnahmen des Ring-Zyklus verglich, hielt Kempes Aufnahme für eine der besten, mit James Milligan als Wotan, Birgit Nilsson bzw. Astrid Varnay als Brünnhilde, Fritz Uhl und Régine Crespin als Siegmund und Sieglinde sowie Hans Hopf als Siegfried. Schmidt gab auch Gastvorstellungen, an der Staatsoper Nürnberg ab 1968, an der Ungarischen Staatsoper in Budapest 1972 und an der Staatsoper Berlin, wo sie 1975 als Marschallin gastierte.
Schmidt wurde mit dem Titel Kammersängerin geehrt. Sie trat 1999 von der Bühne ab, anlässlich ihres 50. Jubiläums an der Staatsoper. Sie trat jedoch weiterhin als Gast auf, auch in Sprechrollen.

## Privates
Schmidt-Liebethal war verheiratet; das Paar hatte drei Kinder. Sie trat bis zum offiziellen Abschied von der Bühne unter ihrem Geburtsnamen auf, doch danach gelegentlich unter ihrem Ehenamen.
Schmidt starb in Hannover am 18. Juni 2022 im Alter von 95 Jahren, neun Tage vor ihrem 96.  Geburtstag.